# Pearland
La ville américaine de Pearland est située dans les comtés de Brazoria, Fort Bend et Harris, dans l’État du Texas, dans le Greater Houston. Lors du recensement de 2020, elle comptait 125 828 habitants. À noter que la majeure partie de Pearland dépend du comté de Brazoria.

## Source
- (en) Cet article est partiellement ou en totalité issu de l’article de Wikipédia en anglais intitulé « Pearland, Texas » (voir la liste des auteurs).

1. ↑  « U.S. Census Bureau QuickFacts: Pearland city, Texas », Bureau du recensement des États-Unis (consulté le 3 août 2024)